# Glynn Turman
Glynn Russell Turman (New York, 31 gennaio 1947) è un attore statunitense.
Dal successo come attore bambino nello spettacolo teatrale A Raisin in the Sun (1959-60), Turman si è affermato come uno degli attori afroamericani più noti con una lunga e intensa carriera al teatro, cinema e televisione.

## Biografia
Glynn Russell Turman nasce a New York nel 1947. Comincia la sua carriera come attore bambino. Nel 1959-60 acquisisce ampia notorietà a Broadway nell'opera teatrale A Raisin in the Sun, dove recita in un ruolo drammatico al fianco di Sidney Poitier e Claudia McNeil. L'opera teatrale di Lorraine Hansberry ha un enorme successo di critica e di pubblico. È la prima opera teatrale ad affrontare apertamente le problematiche del pregiudizio razziale che un'ordinaria famiglia afroamericana si trovava quotidianamente ad affrontare ed è la prima scritta da una donna afroamericana ad essere rappresentata a Broadway. Con la sua interpretazione del figlio di Sidney Poitier, Truman contribuisce significativamente al successo dell'opera che insignita del prestigioso New York Drama Critics' Circle Award viene ripetuta sulle scene per ben 530 rappresentazioni. Turman non potrà tuttavia riproporsi nella versione cinematografica del 1961, dove, divenuto ormai troppo grande per la parte, sarà sostituito da Steven Perry.

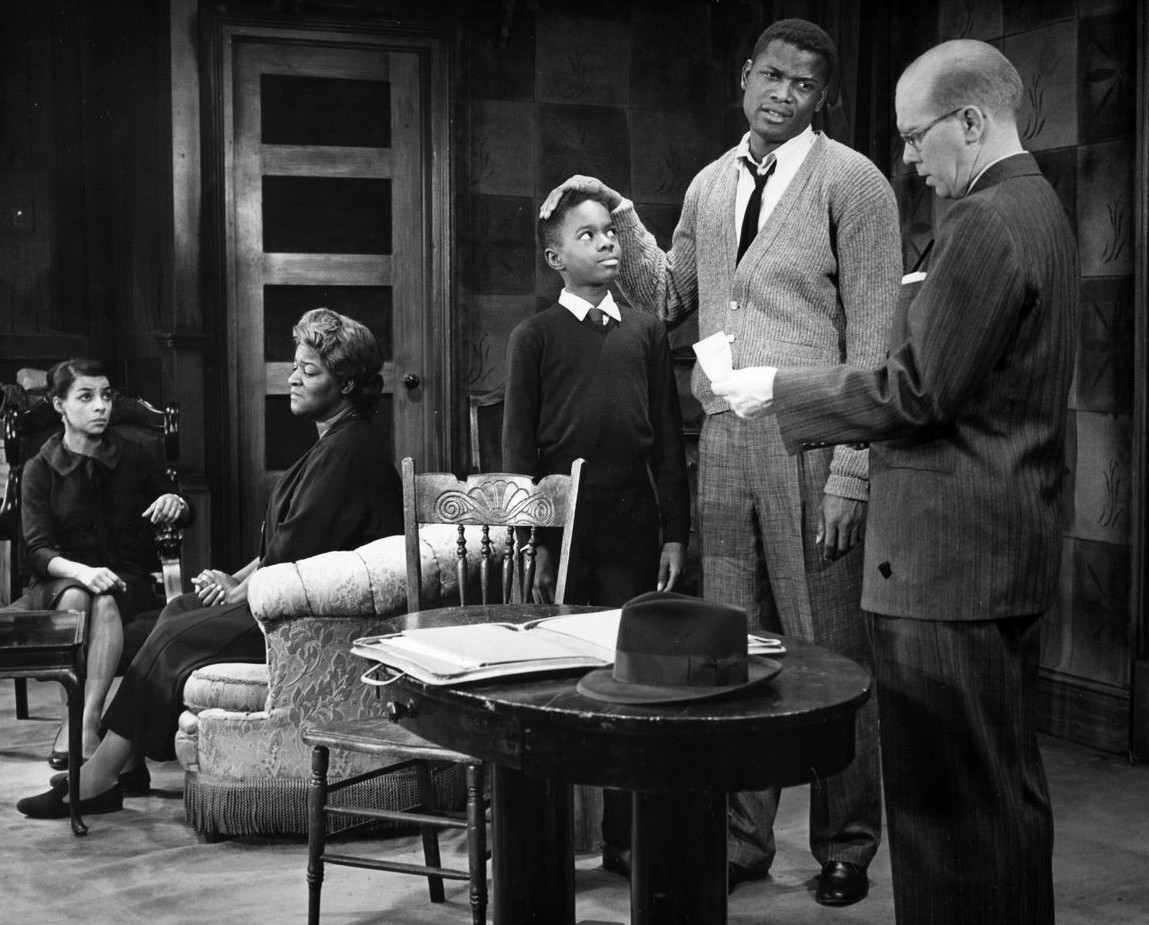
il piccolo Glynn Turman con Sidney Poitier e gli altri attori del cast di A Raisin in the Sun (1959-60)

Per lungo tempo, a causa dei pregiudizi e della segregazione razziale, agli attori e attrici afroamericani si erano offerti solo ruoli fortemente stereotipati. Questo valeva anche per gli attori bambini, impiegati esclusivamente come servetti o in intermezzi comici o musicali. Solo nel contesto molto particolare della serie delle Simpatiche canaglie, tra il 1922 e il 1944, alcuni attori bambini afroamericani (Ernest Morrison, Eugene Jackson, Allen Hoskins, Matthew Beard e Billie Thomas) erano potuti emergere almeno con dignità di coprotagonisti. Negli anni cinquanta, Philip Hepburn, Glynn Turman e Steven Perry sono i primi attori bambini professionisti afroamericani a affermarsi negli Stati Uniti in ruoli drammatici.
Dopo il successo in A Raisin in the Sun, Turman continua gli studi di recitazione, diplomandosi alla Manhattan's High School of Performing Arts.
Ormai un giovane attore, dalla fine degli anni sessanta riprende a recitare in numerose produzioni teatrali lavorando per la compagnia di Tyrone Guthrie. Debutta a Los Angeles in Slow Dance on the Killing Ground di Vinnette Carroll. Si fa notare specialmente per la sua interpretazione in What the Wine-Sellers Buy (1974), per la quale riceve ampi riconoscimenti dalla critica.
Comincia anche la sua carriera televisiva e cinematografica, segnalandosi in particolare in ruoli di studente liceale nella quinta stagione della serie TV Peyton Place (1968-69) e nel film Cooley High (1975). È presente anche in numerosi film del genere blaxploitation, molto popolari negli anni settanta
Da allora la sua carriera non conosce interruzioni, al teatro come al cinema. È noto al pubblico soprattutto per la sua partecipazioni a programmi televisivi di successo. Dal 1988 al 1993 è il "Colonel Bradford Taylor" nella serie Tutti al college (A Different World). Dal 2004 al 2008 è "Clarence V. Royce", il sindaco di Baltimora nella popolare serie televisiva The Wire. Nel 2008 vince un Primetime Emmy Award per la sua interpretazione in alcuni episodi della serie In Treatment.
Successivamente ha interpretato il ruolo di "Jeremiah Kaan" nella serie TV House of Lies (2012-16) e nel 2013 ha ricevuto il Los Angeles Stage Alliance Ovation Award come protagonista dello spettacolo teatrale Joe Turner's Come and Gone, messo in scena al Mark Taper Forum Theatre di Los Angeles, California.

## Filmografia parziale

### Cinema
- Five on the Black Hand Side, regia di Charlie L. Russell (1973)
- Thomasine & Bushrod, regia di Gordon Parks Jr. (1974)
- Together Brothers, regia di William A. Graham (1974)
- Cooley High, regia di Michael Schultz (1975)
- The River Niger, regia di Krishna Shah (1976)
- J.D.'s Revenge, regia di Arthur Marks (1976)
- A Hero Ain't Nothin' but a Sandwich, regia di Ralph Nelson (1978)
- Penitentiary II, regia di Jamaa Fanaka (1982)
- Gremlins, regia di Joe Dante (1984)
- La morte alle calcagna (Out of Bounds), regia di Richard Tuggle (1986)
- Massima copertura (Deep Cover), regia di Bill Duke (1992)
- The Inkwell, regia di Matty Rich (1994)
- Benvenuta in Paradiso (How Stella Got Her Groove Back), regia di Kevin Rodney Sullivan (1998)
- Una voce per gridare (Light It Up), regia di Craig Bolotin (1999)
- Men of Honor - L'onore degli uomini (Men of Honor), regia di George Tillman Jr. (2000)
- The Seat Filler, regia di Nick Castle (2005)
- Sahara, regia di Breck Eisner (2005)
- Kings of the Evening, regia di Andrew P.Jones (2008)
- Takers, regia di John Luessenhop (2010)
- Burlesque, regia di Steven Antin (2010)
- Super 8, regia di J. J. Abrams (2011)
- John Dies at the End, regia di Don Coscarelli (2012)
- Cowgirls 'n Angels - L'estate di Dakota (Dakota's Summer), regia di Timothy Armstrong (2014)
- Race - Il colore della vittoria (Race), regia di Stephen Hopkins (2016)
- Bumblebee, regia di Travis Knight (2018)
- Tornare a vincere (The Way Back), regia di Gavin O'Connor (2020)
- Ma Rainey's Black Bottom, regia di George C. Wolfe (2020)
- 80 for Brady, regia di Kyle Marvin (2023)
- Rustin, regia di George C. Wolfe (2023)
- Horizon: An American Saga, regia di Kevin Costner (2024)
- Straw - Senza uscita (Straw), regia di Tyler Perry (2025)

### Televisione
- Daktari – serie TV, episodio 4x10 (1968)
- Peyton Place – soap opera, 37 puntate (1968-1969)
- Carter's Army, regia di George McCowan – film TV (1970)
- Colorado (Centennial) – miniserie TV (1978-1979)
- Attica, regia di Marvin J. Chomsky – film TV (1980)
- Ai confini della realtà (The Twilight Zone) – serie TV, episodio 1x17 (1985)
- La signora in giallo (Murder, She Wrote) – serie TV, episodi 1x12-3x07-6x05 (1985-1989)
- Tutti al college (A Different World) – serie TV, 67 episodi (1988-1993)
- Freedom Song, regia di Phil Alden Robinson – film TV (2000)
- Resurrection Blvd. – serie TV, 6 episodi (2000-2002)
- Big Apple – serie TV, 8 episodi (2001)
- The Wire – serie TV, 22 episodi (2004-2008)
- Scrubs - Medici ai primi ferri (Scrubs) – serie TV, episodio 8x02 (2009)
- In Treatment – serie TV, 4 episodi (2008-2009)
- The Defenders – serie TV, 5 episodi (2010-2011)
- House of Lies – serie TV, 51 episodi (2011-2016)
- Le regole del delitto perfetto (How to Get Away with Murder) – serie TV, 8 episodi (2018-2019)
- Mr. Mercedes – serie TV, 6 episodi (2019)
- Fargo – serie TV, 6 episodi (2020)
- FBI: Most Wanted – serie TV, episodio 3x20 (2022)
- Cabinet of Curiosities – serie TV, 1 episodio (2022)
- Percy Jackson e gli dei dell'Olimpo – serie TV, 4 episodi (2023-in corso)
- Paradise – serie TV, episodio 1x03 (2025)

## Teatro (parziale)
- A Raisin in the Sun (Broadway: Ethel Barrymore Theatre, & Belasco Theatre, 11 marzo 1959 - 25 giugno 1960)
- Who's Got His Own (Off-Broadway: Theater at St. Clement's Church, 12-29 ottobre 1966)
- What the Wine-Sellers Buy (Broadway: Vivian Beaumont Theatre, 14 febbraio - 17 marzo 1974)
- Do Lord Remember Me (Off-Broadway: American Place Theatre, 24 ottobre 1982 - 26 febbraio 1983)
- Eyes of the American (Off-Broadway: Theatre Four, 25 ottobre - 29 dicembre 1985)

## Premi e riconoscimenti
Premi Emmy
- 2008 – Miglior attore guest star in una serie drammatica per In Treatment
- 2019 – Candidatura al miglior attore guest star in una serie drammatica per Le regole del delitto perfetto

## Doppiatori italiani
Nelle versioni in italiano delle opere in cui ha recitato, Glynn Turman è stato doppiato da:
- Stefano Mondini in Cold Case - Delitti irrisolti, Scrubs - Medici ai primi ferri, Ma Rainey's Black Bottom, Paradise
- Ennio Coltorti in Sahara, Le regole del delitto perfetto, Fargo
- Paolo Buglioni in Super 8, Cabinet of Curiosities, Straw - Senza uscita
- Stefano De Sando in Resurrection Blvd., Percy Jackson e gli dei dell'Olimpo
- Carlo Valli in House of Lies, Alcatraz
- Angelo Nicotra in Criminal Minds, Bumblebee
- Mino Caprio in Più in alto di tutti
- Mario Cordova in Gremlins
- Michele Di Mauro in Law & Order: Criminal Intent
- Angelo Maggi in The Wire
- Saverio Moriones in In Treatment
- Diego Reggente in Race - Il colore della vittoria
- Gerolamo Alchieri in FBI: Most Wanted
- Michele Gammino in Rustin